# Ana Cecilia Blum
Ana Cecilia Blum (Guayaquil, 17/03/1972) là một nhà văn và nhà báo người Ecuador.
Cô học Khoa học Chính trị và Xã hội tại Đại học Vicente Rocafuerte Lay ở thành phố Guayaquil. Cô đã làm việc cho một số phương tiện truyền thông và điều tra về văn học tại Đại học Công giáo Guayaquil, Đại học Andean ở Calle và Đại học FACSO của Guayaquil. Cô hiện đang sống giữa Ecuador và Hoa Kỳ.

## Công trình
- Descanso sobre mi sombra
- Donde duerme el sueño
- I am opposed
- En estas tierras